# Пассов, Ефим Израилевич
Ефи́м Изра́илевич Па́ссов (19 апреля 1930, Городок, Витебская область, БССР — 21 февраля 2019, Липецк) — советский и российский лингвист, специалист в области методики иноязычного образования. Доктор педагогических наук, заслуженный деятель науки РФ. Руководитель Российского центра иноязычного образования, профессор Елецкого государственного университета им. И. А. Бунина, почётный профессор Нижегородского государственного лингвистического университета, почётный профессор Минского государственного лингвистического университета, профессор кафедры гуманитарного образования Института развития образования Липецкой области.

## Образование
Окончил с отличием Минский государственный педагогический институт иностранных языков в 1953 году. В 1965 году окончил двухгодичные Высшие педагогические курсы при Ленинградском университете.

## Профессиональная деятельность
С 1953 по 1957 год учитель немецкого языка средней школы № 15 Витебска, с 1957 по 1963 год старший преподаватель немецкого языка Витебского государственного педагогического института. В 1958—1960 годах заведующий кафедрой иностранных языков филологического факультета ВГПИ.
С 1966 по 1970 год возглавлял кафедру методики обучения иностранным языкам Горьковского педагогического института иностранных языков (в настоящее время Нижегородский государственный лингвистический университет). С 1971 года заведующий кафедрой немецкого языка Липецкого педагогического института, в 1979 году создаёт и возглавляет кафедру методики обучения иностранным языкам (впоследствии преобразована в кафедру профессиональной подготовки учителя), с того же года — заведующий Лабораторией учебников.
Основал и с 1990 года возглавил Межвузовский центр коммуникативного обучения иноязычной культуре (впоследствии — Российский центр иноязычного образования). С 1995 года работает в Елецком государственном университете им. И. А. Бунина в качестве профессора кафедры иностранных языков педагогического профиля, научный руководитель и консультант диссертационных работ аспирантов кафедры. Также руководит аспирантским исследованиями на факультете иностранных языков Курского государственного университета. Научный руководитель школ «Лингва Плюс» (Липецк), «Интерлингва» (Воронеж), «Лингва-Центр» (Сургут). 11 декабря 2006 года Е. И. Пассову, профессору Липецкого филиала Нижегородского государственного лингвистического университета, было присвоено почетное звание Заслуженного профессора НГЛУ. Под его руководством защищены свыше шестидесяти кандидатских диссертаций и более десяти докторских.
Е. И. Пассов — основатель журнала «Коммуникативная методика», научный редактор ежегодника «Проблемы иноязычного образования», издаваемого созданным им Центром иноязычного образования, организатор конференций и симпозиумов разных уровней.

## Достижения

### В лингвистической методике
- Доказал принципиальное отличие речевого навыка от двигательного, что легло в основу разработки методики условно-речевых упражнений;
- Ввёл в методике новый комплекс понятий, опирающихся на концепцию «иноязычного образования» в противовес традиционной концепции «обучения иностранным языкам». Пассовым впервые предложен термин «иноязычная культура» для обозначения предмета иноязычного образования и переосмыслен ряд традиционных методических терминов: «приём» как интеграция операционных действий, материальных средств, способов и условий, адекватных цели; «адекватность»; «средства обучения» (упражнения как деятельностные средства); «ситуация» и «ситуативная позиция» (для обозначения соответственно системы взаимоотношений и совокупности факторов, определяющих эти взаимоотношения); «принцип» и «иерархия принципов»; «уровень системности упражнений»; «факт культуры», «проблема» (в системе понятий Пассова включающая десять инвариантных «предметов обсуждения») и другие
- Вывел математическую формулу приёма, которая может служить для составления компьютерной программы эвристичности приемов и оценки их потенциальной адекватности конкретным целям
- На Первом конгрессе Международной ассоциации преподавателей русского языка и литературы (МАПРЯЛ) в 1968 году впервые в мире сформулировал принципы коммуникативного обучения речи; впоследствии создал первую в теорию-модель коммуникативного обучения речи, в дальнейшем ставшую основой теории коммуникативного иноязычного образования
- Определил стадии формирования лексических, грамматических и произносительных навыков и уровни развития речи; разработал трёхступенчатую схему овладения речевым материалом — от формирования речевых навыков к их совершенствованию и развитию речевого умения, — положенную в основу типологии уроков иностранного языка
- Предложил решение проблемы отбора речевого материала путём моделирования системы речевых средств и культуры страны изучаемого языка
- Разработал новый подход к организации речевого материала (так называемая проблемная организация, в отличие от традиционной — тематической); новый подход позволяет организовать речевой материал, моделируя эвристические формы реального общения
- Разработал ряд новых материальных средств обучения, в том числе функционально-смысловые таблицы, лексико-грамматические таблицы, логико-синтаксические схемы, логико-смысловые карты проблемы и карты ситуативной позиции

### В общей методике
- Разработал новый подход к решению ключевых проблем методики, в числе которых проблема статуса методики как самостоятельной науки нового типа
- Разработал понятие логики урока, включающее четыре аспекта: целенаправленность, целостность, динамичность, связность
- Разработал схему генезиса методического мастерства учителя
- Разработал номенклатуру профессиональных умений учителя (проектировочные, адаптационные, организационные, коммуникативные, мотивационные, контролирующие, исследовательские, вспомогательные) и уровни профессионализма (уровень грамотности, уровень ремесла и уровень мастерства)

## Основные работы
Е. И. Пассов — автор более 20 монографий и пособий, 150 научных статей по методике обучения иностранным языкам. Автор и соавтор около 90 учебников английского, немецкого, французского и русского языков.
Избранная библиография:
- Коммуникативные упражнения. — М.: Просвещение, 1967. — 96 с.
- Пассов Е. И., Колова Т. И., Волкова Т. А., Добронравова Т. Н. Беседы об уроке иностранного языка: Пособие для студентов педагогических институтов. — М.: Просвещение, 1971. — 148 с.
  - Переиздание: Беседы об уроке иностранного языка: Пособие для студентов педагогических институтов. — Л.: Просвещение, 1975. — 176 с.
- Основные вопросы обучения иноязычной речи. — Воронеж: ВГПИ, 1974. — Т. I. — 164 с. (Т. II — 1976, 164 с.)
- Учебное пособие по методике обучения иностранным языкам. — Воронеж: ВГПИ, 1975. — 284 с.
- Условно-речевые упражнения для формирования грамматических навыков. — М.: Просвещение, 1978. — 128 с.
- Урок иностранного языка в школе. — Минск: Народная Асвета, 1982.
  - 2-е издание: Урок иностранного языка в средней школе. — 2-е изд., испр. и доп. — М.: Просвещение, 1988. — 223 с. — ISBN 5-09-001602-X.
  - 3-е издание: Пассов, Е. И., Кузовлева, Н. Е. Урок иностранного языка. — М.: Феникс, Глосса-Пресс, 2010. — 640 с. — (Настольная книга преподавателя иностранного языка). — 5000 экз. — ISBN 978-5-222-15995-8.
- Коммуникативный метод обучения иноязычному говорению: пособие для учителей иностранных языков. — М.: Просвещение, 1985. — 208 с.
  - 2-е издание: Коммуникативный метод обучения иноязычному говорению: пособие для учителей иностранных языков. — 2-е изд. — М.: Просвещение, 1991. — 223 с. — (Библиотека учителя иностранного языка). — ISBN 5-09-000707-1.
- Основы коммуникативной методики обучения иноязычному общению. — М.: Русский язык, 1989. — 276 с. — ISBN 5-200-00717-8.
- Пассов, Е. И., Кузовлев, В. П., Царькова, В. Б. Учитель иностранного языка. Мастерство и личность. — Просвещение, 1993. — 159 с. — (Библиотека учителя иностранного языка). — ISBN 5-09-004472-4.
  - 2-е издание: Пассов, Е. И., Кузовлев, В. П., Кузовлева, Н. Е., Царькова, В. Б. Мастерство и личность учителя: На примере деятельности учителя иностранного языка. — 2-е изд., испр. и доп. — М.: ФЛИНТА, Наука, 2001. — 240 с. — 3000 экз. — ISBN 5-89349-222-6.
- Пассов Е. И., Двуреченская Т. А. Концепция высшего профессионального педагогического образования (на примере иноязычного образования). — Липецк: ЛГПИ, 1998. — 67 с.
- Коммуникативное иноязычное образование. Концепция развития индивидуальности в диалоге культур. — Липецк: ЛГПИ—РЦИО, 2000. — 204 с.
  - Переиздание: Коммуникативное иноязычное образование: готовим к диалогу культур. — Минск: Лексис, 2003. — 184 с. — ISBN 985-6204-93-3.
- Пассов Е. И., Двуреченская Т. А. Грамматика? Нет проблем / Deutsche Grammatik - leicht gemacht. — Иностранный язык, 2001. — 360 с. — 10 000 экз. — ISBN 5-94045-033-4.
- Методология методики: теория и опыт применения (избранное). — Липецк: ЛГПУ, 2002. — 228 с. — (Методическая школа Пассова).
- Сорок лет спустя, или Сто и одна методическая идея. — М.: Глосса-Пресс, 2006. — 240 с. — 1000 экз. — ISBN 5-7651-0052-X. (недоступная ссылка)
- Терминосистема методики, или Как мы говорим и пишем. — Златоуст, 2009. — 124 с. — 500 экз. — ISBN 978-5-86547-480-7.

## Творчество
Песни и стихи Ефим Пассов писал всю жизнь, но не распространял их, а читал только близким людям. В 2016 году Ефим Пассов написал марш «Вечно живые», который посвятил шествию «Бессмертный полк». Практически полностью отложив все рабочие дела, профессор четыре месяца трудился над песней. В этот раз Ефим Израилевич решил своё произведение отдать в народ, связался с местными координаторами акции и те распространили марш через СМИ. Марш в считанные дни стал популярным среди липчан.
Государственный ансамбль танца «Казаки России» накануне 9 мая записал марш «Вечно живые» для включения в сольную программу на Поклонной горе. Девять солистов вокальной группы ансамбля записали песню в сопровождении музыкального оркестра.
Вечно живые.
Бессмертный полк! Бессмертный полк!
Родные, разгромившие фашиста,
Исполнившие свой гражданский долг,
Прожившие так ярко, так лучисто,
Презревшие лишенья, смерть и страх,
И жизнью расплатившись за победу –
Вы живы, снова живы. Мы несем вас на руках,
Чтоб вас явить живыми всему свету.
Бессмертный полк! Бессмертный полк!
Мы здесь сегодня с вами в День Победы
Хотим теперь и наш исполнить долг –
В единстве побороть все наши беды,
Ведь вы сегодня с нами вновь в строю,
Вы – наша совесть, слава и награда.
Мы вместе, только вместе отстоим страну свою,
Когда, не дай Бог, это будет надо.
Бессмертный полк! С тобой идем.
Над нами реют флаги – ваши лица.
Мы радуемся, плачем и поем.
Народ всегда героями гордится.
Течет людей безбрежная река
Спасенных вами многие мильоны.
И пусть проходят годы, пусть проносятся века,
Мы будем помнить всех вас поименно.

## Личная жизнь
Во время Великой Отечественной войны Ефима Пассова, которому было 11 лет, вместе с другими детьми советская власть под охраной самолётов и зениток попыталась вывезти в 12 составах из Белоруссии. До Алтая добрался лишь один состав. В этом составе ехал маленький Ефим. Остальные были  уничтожены фашистскими самолётами.
Старший двоюродный брат, тоже Фима, расстрелян фашистами по доносу соседей. Тетю с двумя детьми вывели на расстрел вместе с другими евреями. Когда они выкопали себе могилы, взрослые поставили детей за собой и крикнули, чтобы те бежали в лес. Лес был рядом, немцы боялись белорусских партизан и не стали их преследовать. Местные жители одной из деревень, с риском для своей жизни, долго прятали детей в подвале и кормили, потом передали партизанам. Впоследствии двоюродную сестру переслали в тыл. Брат, Миша, пошёл в армию и с фронта вернулся весь израненный, получил две медали и орден.
У дедушки с бабушкой жены Пассова было пять зятьев и все пятеро были разной национальности: русский, украинец, белорус, еврей и поволжский немец. Немец дядя Роберт имел орден Трудового Красного знамени № 3, был из старых большевиков, его расстреляли в начале войны как потенциального предателя., а его супругу с детьми с выслали в Казахстан. Русский дядя Вася был в плену во время войны, бежал, его поймали, живым закопали в землю, ему удалось выбраться и он снова бежал. После войны дядя Вася прожил только год. Старший брат жены Пассова был летчик и в 18 лет погиб в Польше, вместе с 600-ми тысячами советскими солдатами.
Из-за еврейского происхождения Ефима Пассова не приняли в аспирантуру. Его жене также отказали в приеме, хотя по национальности она русская. Несмотря на это, Пассов всегда подчеркивал, что он советский человек.

У меня есть за что обижаться на советскую власть, с моим пятым пунктом. Меня из-за моей национальности в аспирантуру не приняли. Мою жену в аспирантуру не приняли, хотя она русская во всех поколениях. Ей так и сказали: «Что же вы за еврея замуж вышли». У меня есть достаточно оснований за всю жизнь обижаться на советскую власть. Но я считаю, что порядочные люди ни с матерью, ни с Родиной счеты не сводят. Это моя позиция.
— Из интервью газете «Новый липецкий РЕПОРТЁР» №26 (175) 22 июня 2016 года
Пассов предлагали высокооплачиваемую работу в Германию с постоянным местом жительства, но он отказался.

И даже когда мне предлагали золотые горы в Германии, то, чего я никогда здесь не имел, не имею и иметь не буду, я все равно не поехал туда. Я - физиологический патриот.
— Из интервью газете «Новый липецкий РЕПОРТЁР» №26 (175) 22 июня 2016 года
В 2012 году Ефима Пассова пригласили на научную конференцию в Польшу, но он отказался в протест демонтажа памятников советским солдатам, погибшим при освобождении страны от фашистских оккупантов.

Когда меня спросили почему, я ответил: «Когда разрушают памятники советским солдатам, погибшим за Польшу, нельзя не отвечать на это». Да, нас никогда не любили, и нужно понимать, что нас не любят и любить никогда не будут. Для себя я это определяю так: есть проклятый народ – евреи, которые постоянно подвергаются гонениям. И есть проклятая страна – Россия. Вглядитесь в нашу историю, ни одна страна в мире не пережила столько нападений и войн, сколько пережила Россия. Мы могли проиграть отдельные сражения, но страну никогда не проигрывали, никогда не проигрывали свою свободу. Какая страна в мире способна ещё на это – ни одна. Так, что нам уже давно пора перестать обращать внимание, что думают про нас другие страны, как у Грибоедова, «что скажет Марья Алексевна».
— Из интервью газете «Новый липецкий РЕПОРТЁР» №26 (175) 22 июня 2016 года